# Hippocrepis valentina
Hippocrepis valentina är en ärtväxtart som beskrevs av Pierre Edmond Boissier. Hippocrepis valentina ingår i släktet hästskoklövrar, och familjen ärtväxter. IUCN kategoriserar arten globalt som livskraftig. Inga underarter finns listade i Catalogue of Life.

## Bildgalleri

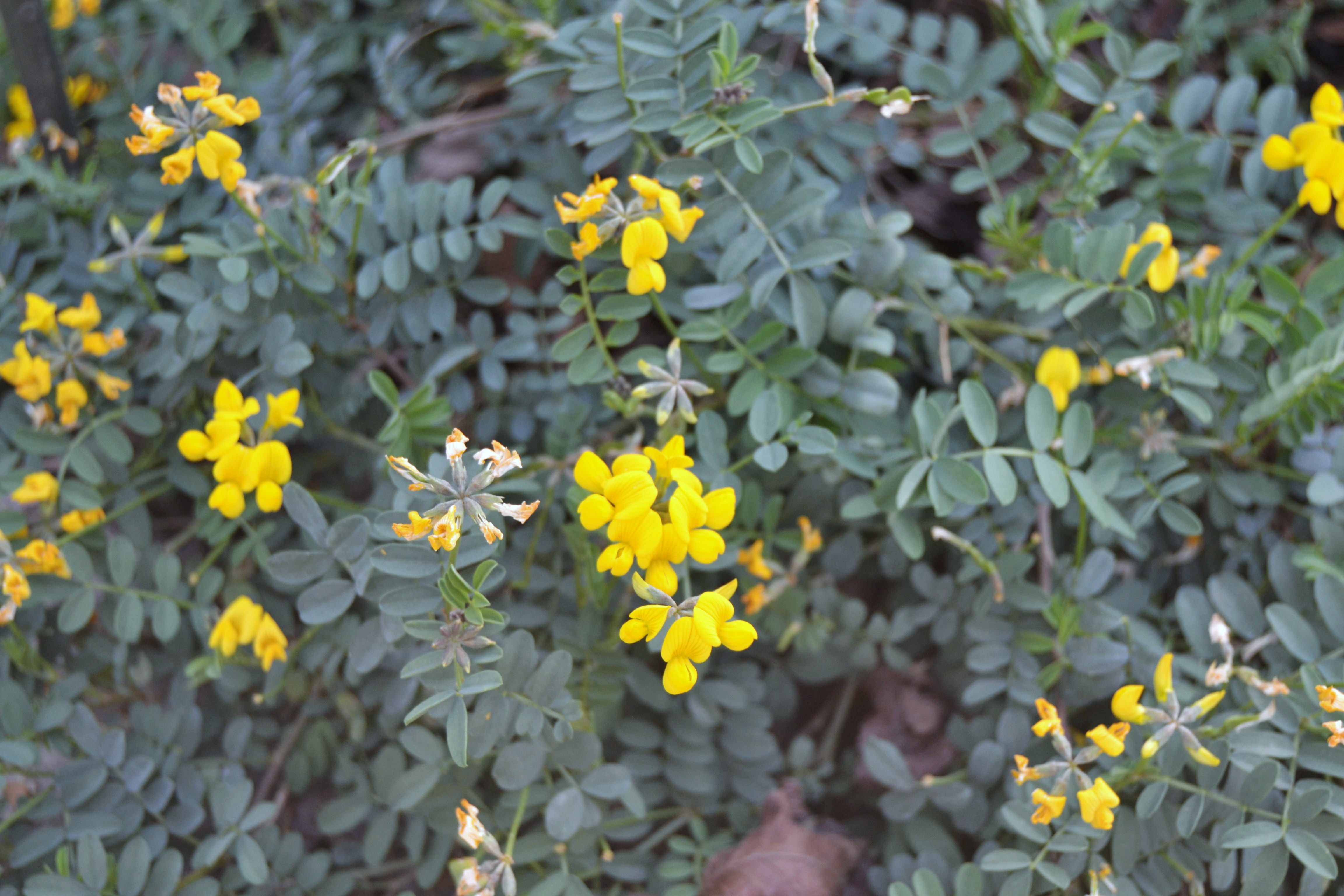